# Ricochet (muzyka)

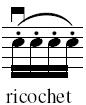
Przykład zastosowania techniki

Ricochét – technika artykulacyjna podczas gry na instrumentach smyczkowych polegająca na smyczkowaniu przez rzucenie smyczka na strunę (lub struny) tak aby odbił się kilkukrotnie (najczęściej od 2 do 6 razy) w formie staccato.
Jest to także oznaczenie wykonawcze, umieszczane w notacji muzycznej, nakazujące grę w ten właśnie sposób.